# Stor-Svarttjärnen (Rengsjö socken, Hälsingland)
Stor-Svarttjärnen är en sjö i Bollnäs kommun i Hälsingland och ingår i Ljusnans huvudavrinningsområde.